# Clarence Glover
Clarence Glover (Horse Cave, 1º novembre 1947) è un ex cestista statunitense, professionista nella NBA.

## Carriera
Venne selezionato dai Boston Celtics al primo giro del Draft NBA 1971 (10ª scelta assoluta).
Con i Celtics ha giocato per una stagione nella NBA (1971-72).

## Palmarès
- Campione EBA (1974)